# وای (آلبوم چندآهنگه)
وای اولین آلبوم چندآهنگه توسط گروه دخترانهٔ اهل کره جنوبی، گرلز جنریشن است. این آلبوم کوتاه در تاریخ ۷ ژانویه سال ۲۰۰۹ توسط اس.ام. انترتینمنت منتشر شد.

## تک‌آهنگ
یک هفته پس از انتشار، «وای» در رتبهٔ اول برنامهٔ بانک موسیقی قرار گرفت؛ با این حال، هنگامی که این گروه به دلایل نامعلوم در برنامه حضور نیافتند، سؤالاتی مطرح شد که شایعات در مورد اختلاف احتمالی میان اس.ام. انترتینمنت و کی‌بی‌اس را قوت می‌داد. «وای» همچنین به صدر جدول برنامهٔ اینکی‌گایو، یک هفته بعد از انتشارش، دست یافت.

## عملکرد تجاری
اس.ام. اظهار داشت که بیش از ۱۰۰٬۰۰۰ نسخه از این مینی آلبوم به فروشگاه‌ها ارسال شده در حالی که شرکت تحلیلگر فروش هانتئو بیش از ۳۰٬۰۰۰ نسخه را در ۱۰ روز اول انتشار گزارش کرده‌است. به گفته کمپانی اس.ام. این آلبوم نزدیک به ۶۵۰۰۰ نسخه فروخته‌است. «وای» توانست بیش از ۱۰۰۰۰۰ نسخه بفروشد.

## لیست آهنگ
| شماره      | نام                                                    | سراینده     | آهنگساز                      | تنظیم                        | مدت   |
| ---------- | ------------------------------------------------------ | ----------- | ---------------------------- | ---------------------------- | ----- |
| ۱.         | «وای»                                                  | ای-ترایب    | ای-ترایب                     | ای-ترایب                     | ۳:۲۰  |
| ۲.         | «بزن بریم!» (힘내!)                                    | کیم جونگ بی | کنزی                         | کنزی                         | ۳:۰۴  |
| ۳.         | «مادر عزیز»                                            | د لایت هوس  | نه تائه ریونگ، کیم تائه سونگ | نه تائه ریونگ، کیم تائه سونگ | ۴:۰۵  |
| ۴.         | «سرنوشت»                                               | چویی گپ وون | الکس جیمز، لوییس رید         | آهن ایک سو                   | ۳:۲۶  |
| ۵.         | «بیا در مورد عشق حرف بزنیم» (힘들어하는 연인들을 위해) | یانگ ه. کیم | یانگ ه. کیم                  | یانگ ه. کیم                  | ۴:۱۱  |
| مجموع مدت: | مجموع مدت:                                             | مجموع مدت:  | مجموع مدت:                   | مجموع مدت:                   | ۱۸:۰۶ |

## پرسنل
- گرلز جنریشن - آوازهای اصلی و پس زمینه
- لی سومان - تهیه‌کننده

## تاریخ انتشار
| کشور      | تاریخ          | برچسب توزیع       | قالب |
| --------- | -------------- | ----------------- | ---- |
| کره جنوبی | ۵ ژانویه ۲۰۰۹  | اس.ام. انترتینمنت | سی‌دی |
| فیلیپین   | ۲۹ ژانویه ۲۰۰۹ | یونیورسال رکوردز  | سی‌دی |
| تایوان    | ۱۳ فوریه ۲۰۰۹  | آوکس تایوان       | سی‌دی |